# Eduard Fankhauser
Eduard Fankhauser (* 23. Januar 1904 in Biel/Bienne; † 30. August 1998 in Gampelen) war ein Schweizer Naturist und Verleger.

## Leben
Eduard oder Edi Fankhauser kam 1921 nach seiner kaufmännischen Ausbildung in Kontakt mit Werner Zimmermann, einem ganzheitlichen Verfechter der Lebensreform mit Freiwirtschaftslehre sowie Gründer der zinsfreien WIR-Bank. Dieser war durch die Elemente der Reformpädagogik auch ein Pionier der Naturistenbewegung. 1923 wurde Fankhauser Geschäftsführer von dessen Verlagsbuchhandlung, 1924 selbständiger Verlagsbuchhändler. Er verlegte dort auch die bekannten Yoga-Bücher von Selvarajan Yesudian und Elisabeth Haich.
1927 gründete er den Schweizer Lichtbund, (seit 1938 Organisation der Naturisten in der Schweiz, ONS), 1928 deren Organ Die neue Zeit. Er setzte sich für eine gesunde Lebensführung durch Alkohol- und Tabakabstinenz, Vegetarismus, die Pflege des Geistes und den Gesundheitssport ein.
Zwischen 1926 und 1944 kämpfte er mit zwölf Prozessen – teils bis vor das Schweizerische Bundesgericht – erfolgreich für das Recht auf Nacktheit und Toleranz für die Naturistenbewegung. In seiner 50-jährigen Amtszeit als Zentralpräsident der ONS schuf er 16 Naturisten-Gelände, deren bekanntestes 1937 in Thielle. 1956 trennte sich ein Teil der Mitglieder unter der Leitung von Carl Frank vom Lichtbund und gründete die Schweizer Naturisten-Föderation.
1961 gründete er die Stiftung die neue zeit für gesunde Freizeitgestaltung, die nach seinem Tod Eigentümerin der von ihm geschaffenen Naturisten-Gelände wurde. Ebenfalls in Thielle präsidierte er 1952 den 1. Weltkongress der Naturisten und war bei der Gründung der Internationalen Naturisten Föderation (INF) beteiligt.

## Werke
- Nacktheit vor Gericht. Vom Angeklagten nach Original-Dokumenten und wörtlich aufgenommenen Stenogrammen zusammengestellt. Bern; Lauf bei Nürnberg: Die neue Zeit 1930
- Nacktheit ist sittlich! Ein Gerichtsfall, vom Angeklagten Eduard Fankhauser nach Original-Dokumenten und wörtlich aufgenommenen Stenogrammen zusammengestellt. Bern: Die neue Zeit 1931
- Durchsonnte Menschen. Bedeutung der Freikörperkultur für Gesundheit und Moral. Von Johan Almkvist, ergänzt durch Werner Zimmermann und Eduard Fankhauser. Thielle: Die neue Zeit 1943
- Internationaler FKK-Reiseführer. Zusammengestellt von Eduard Fankhauser und René E. Kielinger. Thielle: Die neue Zeit 1972
- Kampf und Sieg der FKK. 60 Jahre Wirken für die Volksgesundheit. Thielle: Die neue Zeit 1984